# Lina Bengtsdotter
Lina Helena Bengtsdotter Gustavsson, född Höglund 29 januari 1977 i Amnehärads församling, Gullspång, Skaraborgs län, Västergötland,, är en svensk lärare och författare känd för sina kriminalromaner med kriminalinspektör Charlie Lager.

## Biografi
Lina Bengtsdotter har förutom i Gullspång bott i Storbritannien, Nordirland och i Italien. Hon arbetar som svensk- och psykologilärare och publicerade ett antal noveller i olika tidningar och tidskrifter i de nordiska länderna.
År 2017 debuterade hon i nordic noir-mystisk kriminallitteratur med romanen Annabelle – För de Saknade, följd av två andra romaner, 2018 Francesca – För de Döde och 2020 Beatrice – För de Förlorade.

## Utmärkelser och nomineringar
- Crimetime Specsavers Award 2017 för Årets debut i brott i Sverige för Annabelle – For the Missing (2017)
- Kortlistad för Prix des Lecteurs du Livre de Poche 2020 för Best Crime i Frankrike för Annabelle – For the Missing (2017)
- Långlistad för MIMI Award 2020 för Best Crime Fiction Novel i Tyskland för Francesca – For the Dead (2018)